# Philonthus varians
Philonthus varians (лат.) — вид жуков-стафилинидов из подсемейства Staphylininae. Распространён в Палеарктическом регионе, восточной Индии и Северной Америке.

## Описание
Куколки длиной 4,3 мм. Тело жёлтое или желтовато-коричневое сразу после окукливание, затем становится почти чёрным, кроме светлых крыльев, к превращению в имаго. Куколки данного вида характеризуются следующими признаками:
- усики изогнутые, достигают второй трети длины коротких надкрылий;
- передний край переднеспинки с 10—11 щетинковидными выростами;
- крылья, вытянутые к вентральной стороне, явственно проявляются за задним краем первого видимого брюшного сегмента;
- задний край надкрылий хорошо видим только при просмотре с боку.